# Presbytis hosei
Presbytis hosei (лат.) — вид приматов из семейства мартышковых. Видовое латинское название дано в честь английского зоолога и этнолога Чарльза Хоуза (1863—1929).
Длина тела 48—56 см, длина хвоста 65—84 см, средняя масса самцов 6—7 кг, средняя масса самок 5,5—6 кг. Это относительно небольшое животное с тонким телосложением. Окраска меха варьируется в зависимости от подвида, но преимущественно серая на спине, белая на брюхе и груди, и черноватая на кистях рук и ступнях. Лицо розовое, с выразительной чёрной полосой на каждой щеке, на голове шевелюра. Окраска меха у детёнышей белая с чёрными полосами вниз по спине и на плечах.
Вид распространён в Брунее, Индонезии (Калимантан), Малайзии (Сабах). Встречается в низменных и горных тропических лесах от уровня моря до 1000 метров над уровнем моря. Иногда животные живут на плантациях.
В первую очередь листоядный вид, но также питается цветами, плодами и семенами, а также яйцами и птенцами. Ведёт дневной и древесный образ жизни, время от времени спускается на землю. Численность группы, как правило, от шести до восьми особей, хотя встречаются группы и до 12 или более особей, имеют место и одиночки. Группы состоят из взрослого самца и двух или более взрослых самок. Самки рожают одного детёныша, лактация длится один год, половая зрелость наступает в возрасте 4-5 лет. В этом возрасте самцы покидают родные группы.
Охота представляет наибольшую опасность для этого вида. Он включён в Приложение II СИТЕС. Встречается в некоторых природоохранных территориях.